# 기원전 92년

## 연호
- 전한(前漢) 정화(征和) 원년

## 기년
- 전한(前漢) 무제(武帝) 49년

## 사망
- 안티오쿠스 11세, 셀레우코스의 군주.